# Dzodzi Tsikata
Pour les articles homonymes, voir Tsikata.
Dzodzi Akuyo Tsikata (née en 1962) est une universitaire et féministe ghanéenne, professeure d'études africaines à l'université du Ghana.

## Biographie
Dzodzi Tsikata est professeure à l'Institut de recherche statistique sociale et économique de l'université du Ghana. Ses intérêts académiques incluent les questions de genre et de développement, les politiques et pratiques d'équité entre les sexes. Elle a été élue en juin 2015 présidente du Conseil pour le développement de la recherche en sciences sociales en Afrique (CODESRIA) lors de leur 14e assemblée générale au Sénégal.  
Ses intérêts de recherche ont également inclus l'exploitation des agriculteurs sous contrat locaux par de grandes plantations d'entreprises qui sont souvent caractérisées comme ayant «peu de liens» avec les économies des pays dans lesquels ils opèrent. Avec des chercheurs de l'université du Sussex et de l'université du Cap-Occidental, Dzodzi Tsikata a reçu un financement du Conseil de recherches en sciences économiques et sociales pour étudier les avantages et les inconvénients des modèles d'agriculture commerciale en Afrique. 
Depuis 2017, elle est chef de département à l'Institut d'études africaines de l'université du Ghana. Elle dénonce les mariages précoces dans les communautés ghanéennes, qui voient actuellement un quart des filles se marier avant l'âge de dix-huit ans.

## Publications
- Affirmative action and the prospects for gender equality in Ghanaian politics
- Demanding dignity: women confronting economic reforms in Africa
- (éd.) Gender training in Ghana politics, issues & tools, 2001.
- Hydro-power and the promise of modernity and development in Ghana : comparing the Akosombo and Bui Dam projects
- Land, labour and gendered livelihoods
- Land tenure, gender, and globalisation : research and analysis from Africa, Asia, and Latin America
- Lip-service and peanuts: the state and national machinery for women in Africa
- Living in the shadow of Ghana's Akosombo and Kpong Dams ; long term responses of downstream and lakeside communities
- Living in the shadow of the large dams long term responses of downstream and lakeside communities of Ghana's Volta River Project
- Notre droit à la dignité
- Rethinking universities I
- Savannah fires and local resistance to transnational land deals : the case of organic mango farming in Dipale, northern Ghana
- Transatlantic feminisms: women and gender studies in Africa and the diaspora
- Volta River Project and Tongu Ewe communities along the Volta Lake: a case of development's unintended consequences?
- Women in Ghana at 50: still struggling to achieve full citizenship?
- Women's rights organizations and funding regimes in Ghana